# Lewis Thomas
Lewis Thomas (Flushing, 25 novembre 1913 – Manhattan, 3 dicembre 1993) è stato un medico, poeta, politico, saggista, etimologo e ricercatore statunitense.
Ha frequentato la Princeton University e la Harvard Medical School. È diventato poi preside della Yale Medical School e della New York University School of Medicine e presidente del Memorial Sloan-Kettering Institute. I suoi anni formativi come ricercatore medico indipendente sono stati alla Tulane University School of Medicine. 
Fu invitato a scrivere saggi periodici sul New England Journal of Medicine . Una raccolta di questi saggi, The Lives of a Cell: Notes of a Biology Watcher (1974), ha vinto il National Book Awards in due categorie, per la narrativa e per la scienza (entrambi i premi sono stati divisi). Altre due raccolte di saggi (originariamente pubblicate su NEJM e altrove) erano La medusa e la lumaca e Pensieri a tarda notte sull'ascolto della nona sinfonia di Mahler. Nella sua prima edizione in brossura, La medusa e la lumaca ha vinto un altro National Book Award per la scienza.
La sua autobiografia, The Youngest Science: Notes of a Medicine Watcher, è la storia di un secolo di medicina e dei cambiamenti che si sono verificati in essa. Ha anche pubblicato un libro sull'etimologia intitolato Et Cetera, Et Cetera, poesie e numerosi articoli scientifici. 
Molti dei suoi saggi discutono le relazioni tra idee o concetti usando l'etimologia come punto di partenza. Altri riguardano le implicazioni culturali delle scoperte scientifiche e la crescente consapevolezza dell'ecologia . Nel suo saggio sulla nona sinfonia di Mahler, Thomas affronta l'ansia prodotta dallo sviluppo di armi nucleari.
Dal 1993 il Premio Lewis Thomas viene assegnato ogni anno dalla Rockefeller University a uno scienziato per i suoi risultati artistici.